# Lancken-Granitz
Lancken-Granitz – miejscowość i gmina położona na wyspie Rugia w Niemczech, w kraju związkowym Meklemburgia-Pomorze Przednie, w powiecie Vorpommern-Rügen, wchodząca w skład związku gmin Mönchgut-Granitz.

## Toponimia
Nazwa pochodzenia słowiańskiego, od słów *lǫka „łąka” oraz granica.